# موسى هاليت
موسى هاليت (بالإنجليزية: Moses Hallett)‏ (و. 1834 – 1913 م) هو محام، وقاض من الولايات المتحدة الأمريكية .